# ウー (ポンペイ州)

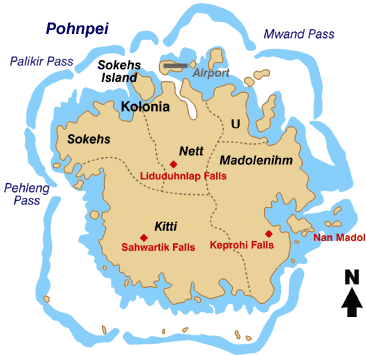
基礎自治体の領域を示したポンペイ島の地図。ウーは、右上部（北東部）に位置している。

ウー（U、ないし、Uh）は、ミクロネシア連邦ポンペイ州の行政区画のひとつ。ウーは、アルファベット表記で1文字であり、ミクロネシア連邦で最も短い地名であり、世界的に見ても最も短い地名のひとつである。

## 概要
ウーは、ポンペイ島に位置する6つの基礎自治体のひとつであり、島の北東部の一角を占めている。2008年の国勢調査によれば、ウーには2,289人の住民が住んでいる。
おもな集落はアローカプウ (Alohkapw) である。ケピデウェン・アローカプウ (Kepidewen Alohkapw) の細い入江が、ウーと、隣接する基礎自治体であるマトレニームとの境界となっている。ウーには、良質なホテルが数軒立地している。